# Buggingen
Buggingen è un comune tedesco di 3 825 abitanti, situato nel land del Baden-Württemberg.